# Красная Горка (Казань)
Красная Горка (тат. Кызылтау, Qızıltaw) — посёлок (в 1964—1965 годах посёлок городского типа) в Кировском районе Казани.

## География
Посёлок расположен на западе Кировского района, на берегу Волги и Куземетьевского залива (бывшего озера). Севернее находится посёлок Юдино, северо-западнее — посёлок Калинина, западнее — поселок Новостройка.

## История
Впервые упоминается в 1678 году и являлось вотчиной казанского архиепископа.
Четвёртая ревизия 1781 года выявила в деревне 51 ревизскую душу экономических крестьян; позже они перешли в разряд государственных крестьян.
На конец XIX века село имело земельный надел площадью 557 десятин; кроме сельского хозяйства жители деревни занимались пчеловодством, рыболовством, бортничеством; в приход каменной церкви Николая Чудотворца, построенной в 1778 году, кроме самой Красной Горки входили деревни Куземетьево и Займище. В 1870—1878 годах в селе действовала церковно-приходская школа; в 1881 году была открыта земская школа, в которой на 1905 год обучались 39 мальчиков и 16 девочек.
В 1894 году была открыта станция Красная Горка Московско-Казанской железной дороги, переименованная в 1918 году в Юдино.
С середины XIX века до 1927 года Красная Горка входила в Ильинскую волость Казанского уезда Казанской губернии (с 1920 года — Арского кантона Татарской АССР). После введения районного деления в Татарской АССР в составе Казанского пригородного (1927—1938), Юдинского (1938—1958) и Зеленодольского (1958—1965) районов Татарской АССР. На низшем административном уровне село до 1964 года входило в Красногорский сельсовет, образованный в марте 1918 года, являясь его административным центром. В 1964 году к Красной Горке были присоединены несколько населённых пунктов: имени Калинина, Новостройка, Новое Аракчино, Куземетьево, Займище; тогда же Красная Горка была отнесена к категории рабочих посёлков.
В 1965 году рабочий посёлок Красная Горка был присоединён к Кировскому району Казани. Вскоре после присоединения к Казани, в 1966—1967 годах, бо́льшая часть улиц посёлка была переименована в целях устранения дублирующих названий.

## Улицы
- Приволжская
- Берёзовая (бывшие улицы Озёрная и Весёлая, переименована 29 марта 1966 года)[13]. Начинаясь от безымянного проезда недалеко от Куземетьевского залива, пересекает улицы Богатырская, Дубъязская, Тихий переулок, и заканчивается у территории школы № 8.
- Берсутская (бывшая Пионерская улица, переименована 28 ноября 1967 года)[14]. Начинаясь от безымянного проезда, идущего параллельно Богатырской улице с востока, заканчивается пересечением с Привокзальной улицей. Длина — 0,3 км[15].
- Богатырская (бывшая Советская улица, переименована 29 марта 1966 года)[13]. Начинаясь от Приволжской улицы, пересекает Берёзовую и Берсутскую улицы и заканчивается пересечением с Привокзальной улицей. Длина — 0,6 км[16].
- Водников (часть, бывшие Набережный переулок и улица Слободка, переименована 28 ноября 1967 года).[14] Начинаясь от безымянного проезда, пересекает несколько безымянных переулков и прерывается у дома № 56; через 200 м продолжается (уже на территории посёлка Новостройка), и заканчивается пересечением с безымянным проездом. Длина — 0,8 км[17].
- Дружный переулок (бывшая улица Дружбы, переименована 29 марта 1966 года)[13]. Проходит параллельно Приволжской улице, пересекаясь с тремя безымянными проездами. Длина — 0,4 км[18].
- Дубъязская (бывшая Садовая улица, переименована 18 февраля 1987 года)[19]. Начинаясь от Берёзовой улицы, заканчивается пересечением с безымянным проездом. Длина — 0,2 км[20].
- Зеленый переулок (бывшая Зелёная улица, переименована 29 марта 1966 года)[13]. Начинаясь от безымянного проезда недалеко от Куземетьевского залива, заканчивается пересечением с проездом, идущим параллельно Богатырской улице с запада. Длина — 0,2 км[21].
- Каширская (бывшая Вокзальная улица, переименована 29 марта 1966 года)[13]. Проходит параллельно Привокзальной улицей. Длина — 0,2 км[22].
- Лунная (бывшие улицы Молодёжная и Южная, переименована 29 марта 1966 года)[13]. Начинаясь от безымянного проезда недалеко от Куземетьевского залива, заканчивается пересечением с проездом, идущим параллельно Богатырской улице с запада. Длина — 0,3 км[23].
- Привокзальная (бывшая Вокзальная улица, переименована 28 ноября 1967 года)[14]. Начинаясь недалеко от кладбища Красная Горка, пересекает Богатырскую улицу, идя параллельно железной дороге, после поворота на Юдино, переходит в Путейскую улицу. Длина — 3,1 км[24].
- Тихий переулок (бывшая Тихая улица, переименована 28 ноября 1967 года)[14]. Начинаясь от безымянного проезда недалеко от Приволжской улицы, заканчивается пересечением с Берёзовой улицей. Длина — 0,3 км[25].
- Чукотская (бывшая Северная улица, переименована 28 ноября 1967 года)[14]. Начинаясь от безымянного проезда, идущего параллельно Богатырской улице с востока, заканчивается пересечением безымянным проездом у квартала многоэтажной застройки. Длина — 0,3 км[26].

## Социальная инфраструктура
- школа № 8[27].
- дом культуры «Красная Горка»[28].
- детский сад № 228[29].